# 여자 (1997년 드라마)
《여자》는 1997년 4월 7일부터 1997년 10월 7일까지 방송했던 SBS 월화 드라마였다.

## 방송 시간
| 방송 채널 | 방송 기간                         | 방송 시간                                           | 방송 분량 |
| --------- | --------------------------------- | --------------------------------------------------- | --------- |
| SBS TV    | 1997년 4월 7일 ~ 1997년 5월 13일  | 매주 월요일 ~ 화요일 오후 9시 50분 ~ 오후 10시 50분 | 60분      |
| SBS TV    | 1997년 5월 19일 ~ 1997년 10월 7일 | 매주 월요일 ~ 화요일 오후 9시 55분 ~ 오후 10시 55분 | 60분      |

## 줄거리
모녀 3대의 인생역전을 통해 우리 시대의 여자 이야기를 그린다. 여필 종부를 미덕으로 아는 할머니(김용림), 현대사의 소용돌이 속에 묵묵히 참고 견디는 것을 숙명으로 여긴 어머니(김영애), 엄마처럼 살지 않겠다고 주장하는 딸(하희라)를 중심으로 서로 다른 삶의 방식과 색깔을 그린다.

## 등장 인물

### 기남이네
- 하희라 : 서기남 역 (아역 박미영)

모녀 3대 중 끝. 26세. 서울 동대문구 제기동 지역의 부잣집 여식으로 출생. 서울 종로구 평창동 거주.
- 김용림 : 이간난 역

기남의 할머니. 73세. 일제 시대 전라남도 구례 용방면 신도리 지역의 부농가 대농 집안에서 출생. 서울 종로구 평창동 거주.
- 사미자 : 홍옥분 역

기남의 외할머니. 72세. 모녀 3대 중 첫 세대. 일제 시대 충청북도 청원 가덕면 시동리 지역의 부농가 대농 집안에서 출생. 서울 종로구 무악동 거주.
- 임현식 : 서만득 역 (아역 강우석)

기남의 아버지. 53세. 일제 말기 경기도 파주 월롱면 영태리 지역의 부농가 대농 집안에서 출생. 서울 종로구 평창동 거주.
- 김영애 : 최인자 역 (아역 김단비)

기남의 어머니. 51세. 모녀 3대 중 제2세대. 서울 종로구 평창동 거주.
- 이진우 : 서정남 역 (아역 김성수)

기남의 오빠. 28세. 서울 동대문구 제기동 출생. 서울 종로구 평창동 거주.
- 윤해영 : 서원남 역 (아역 김소연)

기남의 여동생. 24세. 서울 동대문구 제기동 출생. 서울 종로구 평창동 거주.
- 박광현 : 서걸남 역 (아역 오태경)

기남의 남동생. 20세. 온산대학교 안전공학과 1학년. 서울 종로구 평창동 출생 및 거주.
- 나영희 : 최춘자 역

기남의 큰 이모.
- 강명주 : 최예자 역

기남의 작은 이모.

### 동호네
- 김찬우 : 구동호 역 (아역 신성균)

기남의 국민학교 동창. 26세. 소봉전문대학 경영학과 1학년 2학기 수료 밎 휴학생. 서울 동대문구 제기동 지역의 부잣집 자제로 출생. 서울 종로구 사직동 거주.
- 김기현 : 구백환 역 (젊은 시절 설경구)

동호 아버지. 53세. 일제 말기 경기도 파주 월롱면 도내리 부농가 대농 집안에서 출생. 서울 종로구 사직동 거주.
- 홍여진 : 사순영 역

동호 어머니. 구백환의 아내. 49세. 충청북도 청원 남이면 수대리 지역의 부농가 대농 집안에서 출생. 서울 종로구 사직동 거주.
- 김지영 : 구순애 역 (아역 송지은)

동호 누이동생. 20세. 소봉전문대학 미술학과 1학년. 서울 종로구 평창동 지역의 부잣집 여식으로 출생. 서울 종로구 사직동 거주.
- 유명순 : 김은정 역

동호 할머니. 81세. 오래 전에 남편(구숙렬)과 사별. 일제 시대 경기도 평택 고덕면 여염리 지역의 부농가 대농 집안에서 출생. 서울 종로구 사직동 거주.

### 승희네
- 이상아 : 성승희 역 (아역 최은주)

기남의 여고 동창. 26세. 지난날 전직 은행원. 경기도 화성 향남면 길성리 지역의 부농가 대농 집안에서 출생. 서울 영등포구 영등포동 자취방 거주.
- 김주승 : 성승주 역 (아역 김정현)

승희 오빠. 30세. 온산대학교 대학원 신문방송학과 석사과정 1학년. 경기도 화성 향남면 길성리 지역의 부농가 대농 집안에서 출생. 서울 동작구 노량진동 자취방 거주.

### 지수네
- 고소영 : 민지수 역 (아역 원숙희)

기남의 국민학교 동창. 26세. 지난날 전직 미술학원 강사. 서울 동대문구 제기동 출생. 서울 강서구 화곡동 거주.

장덕수 (배우) : 민백수 역

최상훈 : 민병선 역*

양희경 : 최강자 역. 지수 엄마. 36세 시절에 남편(민철진)을 상배한 초년 과부 출신. 50세. 경기도 화성 남양면 남양리 부농가 출생. 서울 강서구 화곡동 거주.

### 봉수네
- 박형준 : 변봉수 역 (아역 조현철 → 정승규)

기남의 중학교 동창. 26세. 온산대학교 지구과학과 3학년. 서울 동대문구 제기동 출생. 서울 중구 회현동 자취방 거주.
- 이진아 : 변나영 역 (아역 김선명 → 오서운)

봉수 누이동생. 22세. 온산대학교 생활미술학과 3학년. 서울 동대문구 제기동 출생. 서울 마포구 공덕동 자취방 거주.

### 기남의 친구들 관련
- 김혜리 : 정화정 역

기남의 국민학교/중학교/고등학교 동창
- 이효정 : 강철민 역

기남의 국민학교 선배
- 이종원 : 차종구 역

기남의 국민학교 동창
- 이성용 : 이수환 역

기남의 국민학교 동창

## 편성 변경, 결방
- 1997년 4월 17일 : 1~2회 연속 방송
- 1997년 7월 28일 : 특별 생방송 3당 대통령 후보 초청 토론회 신한국당 이회창 후보의 방송에 따른 8시 55분으로 앞당겨 방영
- 1997년 7월 29일 : 특별 생방송 3당 대통령 후보 초청 토론회 자민련 김종필 후보의 방송에 따른 8시 55분으로 앞당겨 방영
- 1997년 8월 25일 : 특선영화 《폴리스 스토리 3: 초급경찰》 방송으로 결방
- 1997년 8월 26일 : 전날 결방으로 인한 42~43회 연속 방송
- 1997년 9월 1일 : 특선영화 《천녀유혼 2》 방송으로 결방
- 1997년 9월 2일 : 전날 결방으로 인한 44~45회 연속 방송
- 1997년 9월 8일 : 특선영화 《속 48시간》 방송으로 결방
- 1997년 9월 9일 : 전날 결방으로 인한 46~47회 연속 방송
- 1997년 9월 15일 : 특집 드라마 《약속》 방송으로 결방
- 1997년 9월 16일 : 추석 특선영화 《터미네이터 2》 방송으로 결방

## 참고 사항
- 뒤틀린 애정 묘사 때문에 1997년 7월 7일 방송위원회(현 방송통신심의위원회)로부터 연출자 징계 및 시청자에 대한 사과 등 중징계 처분을 받았다.[2]
- 여러 차례의 연장으로 비판을 받았다.
- 1997년 최악의 드라마 4위에 선정되는 불명예를 안았다.[3]